# Victoria Gotti
Victoria Gotti (Brooklyn, 1962. november 27. –) amerikai író, televíziós személyiség. John Gotti lánya.

## Élete
1962. november 27.-én született Brooklynban. Szülei John és Victoria (DiGiorgio) Gotti voltak. A New York állambeli Howard Beach-en nőtt fel, testvéreivel: John A. Gotti-val, nővérével, Angellel és bátyjával, Frank-kel.

## Karrierje
Rovatvezető volt a New York Post-nál, illetve riporterként dolgozott a WNYW tévécsatornánál.
1995-ben írta meg első könyvét, Women and Mitral Valve Prolapse címmel. Ezt követte az 1997-es  The Senator's Daughter, ezután pedig további könyvek következtek: I'll Be Watching You (1998), Superstar (2000), Hot Italian Dish (2006) és This Family of Mine: What It Was Like Growing Up Gotti (2009).
2004 augusztusától 2005 decemberéig az A&E Network Growing Up Gotti című valóságshow-jában szerepelt, három fiával együtt. 2005 augusztusában bejelentette, hogy mellrákja van. Azonban többen is meggyanúsították azzal, hogy csak hazudik, így végül beismerte, hogy csak rák előtti sejtek (precancerous cells) voltak a mellében.
Szerepelt a The Celebrity Apprentice 2012-es szezonjában is. A vetélkedő második hetében kiesett.
2013. szeptember 22.-én vendégszereplőként megjelent a The Real Housewives of New Jersey című valóságshow ötödik évadának "Hair We Go Again" című epizódjában, Teresa Giudice-szel együtt. A műsor hatodik évadának "Roses Are Red, Dina Is Blue" című epizódjában is szerepelt.
2014 decemberében feltűnt a VH1 Mob Wives című valóságshow-jának egyik epizódjában. Ennek ellenére egy 2012-es rádióinterjúban kritizálta a műsor valóságtartalmát.
A Lifetime 2019. február 9.-én közvetítette a Victoria Gotti: My Father's Daughter című dokumentumfilmet, amelyben Chelsea Frei alakítja Victoria szerepét, míg John Gottit Maurice Benard alakítja. Victoria Gotti a film narrátoraként, egyik írójaként és vezető producereként szolgál.

## Magánélete
Carmine Agnello 1984-ben házasságot kötött Victoriával, annak ellenére, hogy szülei nem egyeztek bele. A párnak három gyermeke született: Carmine, John, and Frank. Egy villában éltek a New York-i Westbury-ben, amely a Growing Up Gotti című valóságshow helyszíneként is szolgált.
2003-ban Agnello a börtönben tartózkodott, eközben Victoria elvált tőle. Oknak azt jelölte meg, hogy Agnello elhagyta a családot.
2009 májusában 3.2 millió dollárért elkelt az a villa, amelyet Victoria az Agnellótól való válás révén megkapott.

## Fordítás
Ez a szócikk részben vagy egészben  a   Victoria Gotti című angol Wikipédia-szócikk fordításán alapul.  Az eredeti cikk szerkesztőit annak laptörténete sorolja fel. Ez a jelzés csupán a megfogalmazás eredetét és a szerzői jogokat jelzi, nem szolgál a cikkben szereplő információk forrásmegjelöléseként.